# 1999-es Formula–1 kanadai nagydíj
A kanadai nagydíj volt az 1999-es Formula–1 világbajnokság hatodik futama.

## Futam
Schumacher Kanadában megszakította Häkkinen pole-pozíciós sorozatát, a finn ezúttal második helyről indult, Irvine előtt. A rajtnál mindketten megtartották helyezésüket és leszakították magukról a mezőnyt. Schumacher vezetett, amikor az utolsó kanyar után a falnak, a hírhedt ’Wall of Champions’’-nak csapódott. A német mellett a szintén világbajnok Villeneuve és Damon Hill, valamint Ricardo Zonta is összetörte autóját ezen a szakaszon. A versenyen Irvine összeütközött Coultharddal, amiért a skótot később stop-go büntetéssel sújtották. Ezután Frentzen haladt másodikként, de 4 körrel a leintés előtt fékhiba miatt balesetet szenvedett. Emiatt a futam végén bejött a biztonsági autó, Häkkinen pedig mögötte haladva nyerte meg a versenyt. Meglepetésre Giancarlo Fisichella (Benetton-Playlife) lett a második, Irvine pedig harmadik lett.
|         | Rsz. | Versenyző             | Csapat             | Körök | Idő/Kiesések | Rajthely | Pontok |
| ------- | ---- | --------------------- | ------------------ | ----- | ------------ | -------- | ------ |
| 1       | 1    | Mika Häkkinen         | McLaren-Mercedes   | 69    | 1:41:35,727  | 2        | 10     |
| 2       | 9    | Giancarlo Fisichella  | Benetton-Playlife  | 69    | +0,782       | 7        | 6      |
| 3       | 4    | Eddie Irvine          | Ferrari            | 69    | +1,797       | 3        | 4      |
| 4       | 6    | Ralf Schumacher       | Williams-Supertec  | 69    | +2,392       | 13       | 3      |
| 5       | 17   | Johnny Herbert        | Stewart-Ford       | 69    | +2,805       | 10       | 2      |
| 6       | 12   | Pedro Diniz           | Sauber-Petronas    | 69    | +3,711       | 18       | 1      |
| 7       | 2    | David Coulthard       | McLaren-Mercedes   | 69    | +5,004       | 4        |        |
| 8       | 21   | Marc Gené             | Minardi-Ford       | 68    | +1 kör       | 22       |        |
| 9       | 18   | Olivier Panis         | Prost-Peugeot      | 68    | +1 kör       | 15       |        |
| 10      | 20   | Luca Badoer           | Minardi-Ford       | 67    | +2 kör       | 21       |        |
| 11      | 8    | Heinz-Harald Frentzen | Jordan-Mugen-Honda | 65    | Fékek        | 6        |        |
| Kiesett | 5    | Alessandro Zanardi    | Williams-Supertec  | 50    | Fékek        | 12       |        |
| Kiesett | 15   | Takagi Toranoszuke    | Arrows             | 41    | Erőátvitel   | 19       |        |
| Kiesett | 22   | Jacques Villeneuve    | BAR-Supertec       | 34    | Kicsúszás    | 16       |        |
| Kiesett | 3    | Michael Schumacher    | Ferrari            | 29    | Kicsúszás    | 1        |        |
| Kiesett | 14   | Pedro de la Rosa      | Arrows             | 22    | Erőátvitel   | 20       |        |
| Kiesett | 7    | Damon Hill            | Jordan-Mugen-Honda | 14    | Kicsúszás    | 14       |        |
| Kiesett | 16   | Rubens Barrichello    | Stewart-Ford       | 14    | Kormánykerék | 5        |        |
| Kiesett | 23   | Ricardo Zonta         | BAR-Supertec       | 2     | Kicsúszás    | 17       |        |
| Kiesett | 11   | Jean Alesi            | Sauber-Petronas    | 0     | Ütközés      | 8        |        |
| Kiesett | 19   | Jarno Trulli          | Prost-Peugeot      | 0     | Ütközés      | 9        |        |
| Kiesett | 10   | Alexander Wurz        | Benetton-Playlife  | 0     | Erőátvitel   | 11       |        |

## A világbajnokság élmezőnyének állása a verseny után
| H  | Versenyzők            | Pont | H  | Konstruktőrök      | Pont |
| -- | --------------------- | ---- | -- | ------------------ | ---- |
| 1. | Mika Häkkinen         | 34   | 1. | Ferrari            | 55   |
| 2. | Michael Schumacher    | 30   | 2. | McLaren-Mercedes   | 46   |
| 3. | Eddie Irvine          | 25   | 3. | Jordan-Mugen-Honda | 16   |
| 4. | Heinz-Harald Frentzen | 13   | 4. | Benetton-Playlife  | 14   |
| 5. | Giancarlo Fisichella  | 13   | 5. | Williams-Supertec  | 12   |

## Statisztikák
Vezető helyen:
- Michael Schumacher: 29 (1-29)
- Mika Häkkinen: 40 (30-69)

Mika Häkkinen 12. győzelme, Michael Schumacher 21. pole-pozíciója, Eddie Irvine egyetlen leggyorsabb köre.
- McLaren 119. győzelme.